# 武式太極拳
武式太極拳（ぶしきたいきょくけん）とは、太極拳の代表的な分派のひとつで中国の伝統的な武術の一種である。

## 概要・歴史
その歴史は楊式太極拳の創始者であった、楊露禅の支援者であったとされる中国河北省永年の名家武一族の武禹襄が楊露禅に陳長興の拳法を学んだ後に、陳長興に直接指導を仰いだが叶わず、河南省陳家溝の隣村の趙堡鎮に住む陳清萍の趙堡架式を学び、これにさらに創意工夫を加えて成立した。
武禹襄は太極拳の理論化に多大な貢献したとされる。
一説によると「太極拳」という名称は、武禹襄の兄の武秋瀛が再発見したという王宗岳の太極拳譜（太極拳経）に由来するといわれる。武式は太極拳の精華と評され、厳密な身体の運用と実戦的側面を伝える門派である。しかし、武禹襄が親族にしか伝拳せず、その後も近年まで保守的で、伝承者はきわめて少ない。
北京に出向いて、後に孫禄堂に太極拳を教授したことで著名な郝為真の一族が「太極拳の故郷」永年の地以外で武式太極拳を広めたため「郝（かく）式」と呼ばれることもある。しかし郝為真の一族は武式と呼ぶ。

## 武式太極拳套路
武式太極拳の套路には次のようなものがある。
- 武式太極拳老架108式
- 武式太極拳新架48式、42式
- 武式太極拳競技套路

## 現代武式太極拳伝人
- 喬松茂（第五代伝人）
- 高連成（第六代伝人）
- 胡鳳鳴（第七代伝人）